# Icaro

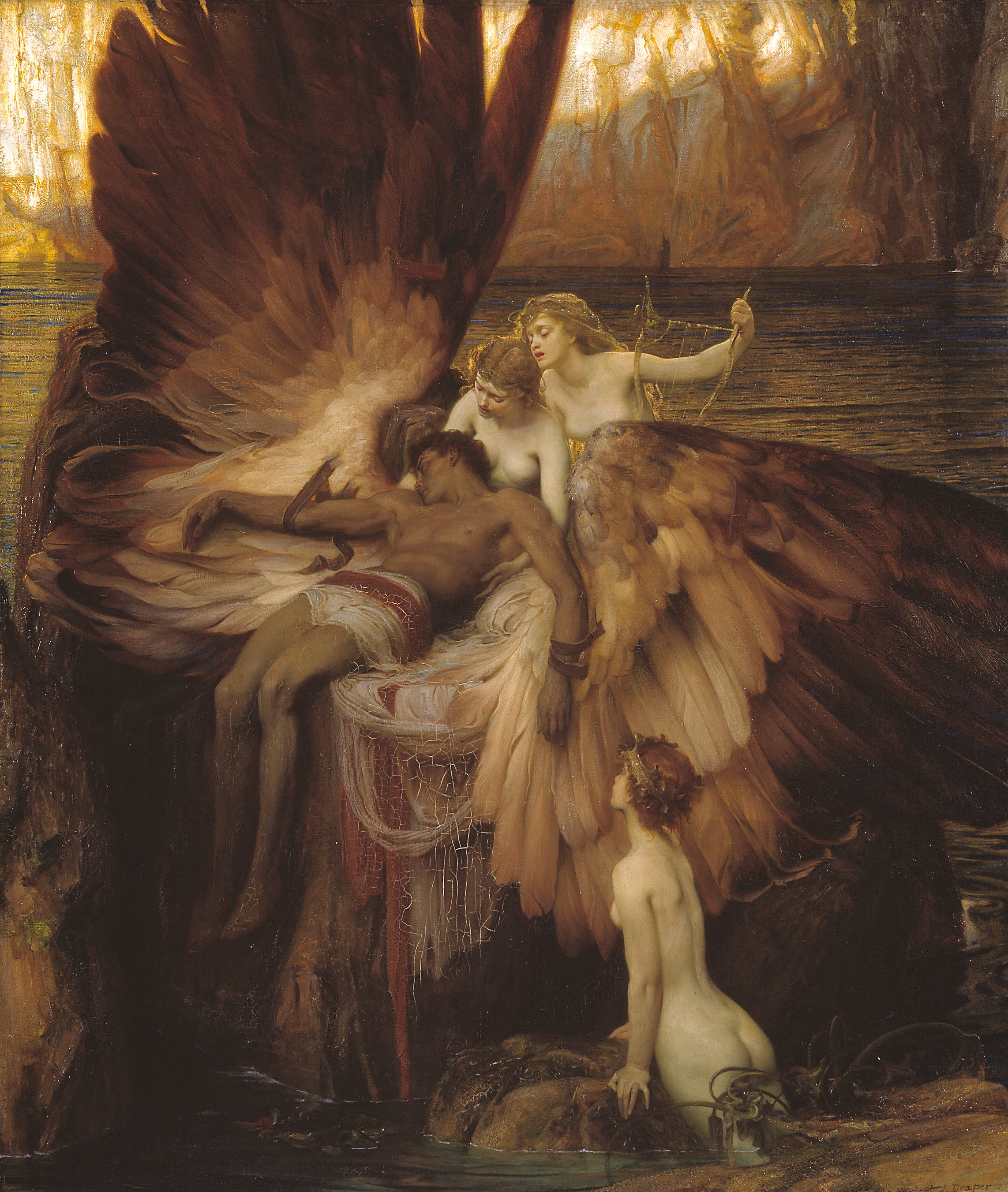
Il lamento per Icaro (1898), celebre dipinto del preraffaellita Herbert James Draper.

Nella mitologia greca Icaro (in greco antico: Ἴκαρος?; in latino Icarus; in etrusco Vicare) era figlio dell'inventore Dedalo e di Naucrate, una schiava di Minosse.

## Il mito

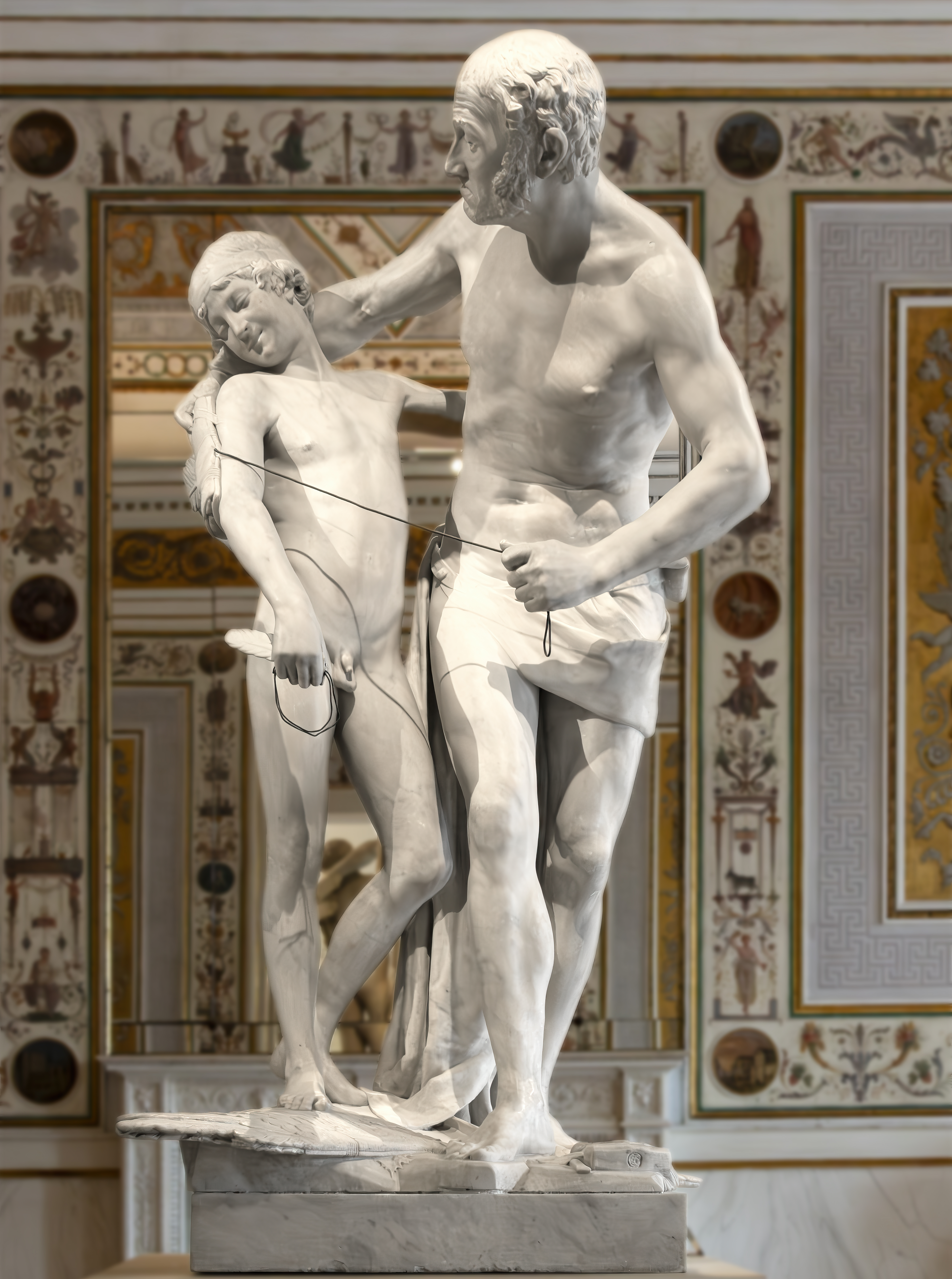
Dedalo e Icaro (1779), gruppo scultoreo di Antonio Canova.

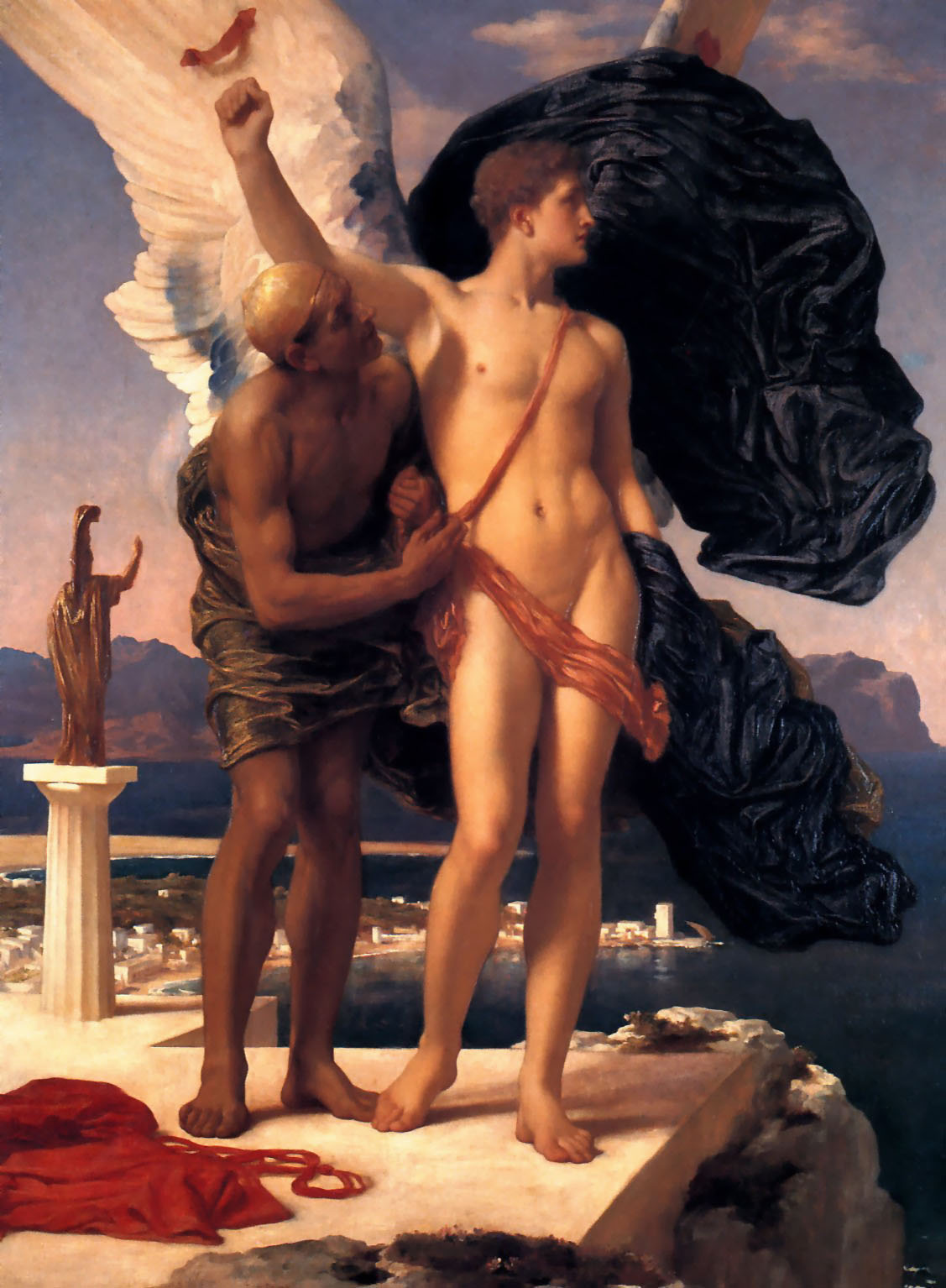
Dedalo e Icaro (1869), opera di Lord Frederic Leighton.

Durante il periodo che trascorse presso Minosse, Dedalo, architetto e costruttore, attirò le attenzioni di una schiava del re di Creta, di nome Naucrate, la quale s'innamorò perdutamente della sua maestria e della sua bellezza. Dedalo si unì alla giovane e da questa unione nacque Icaro.
Nell'isola di Creta il re Minosse aveva chiesto a Dedalo di costruire il labirinto per il Minotauro. Avendolo costruito, e quindi conoscendone la struttura, a Dedalo e suo figlio fu preclusa ogni via di fuga da Creta da parte di Minosse, poiché temeva che ne fossero svelati i segreti: vennero perciò rinchiusi nel labirinto. Apollodoro di Atene, nel II secolo a.C., sostiene invece che Dedalo fosse stato rinchiuso nel labirinto perché Minosse lo riteneva responsabile della "riuscita" di Teseo, fuggito dal labirinto grazie all'espediente del gomitolo che proprio Dedalo aveva suggerito. Non ci sono altre fonti nell'antichità che collocano Dedalo e Icaro imprigionati nel labirinto. Ovidio nelle Metamorfosi non lo fa, Diodoro Siculo nemmeno.
Per scappare, Dedalo costruì ali provviste di penne e le attaccò ai loro corpi con la cera. Malgrado gli avvertimenti del padre di non volare troppo alto, Icaro si fece prendere dall'ebbrezza del volo e si avvicinò troppo al sole (nella mitologia Febo); il calore fuse la cera, facendolo cadere nel mare dove morì. Il padre arrivò sano e salvo in Sicilia dove costruì un tempio dedicato a Febo Apollo, in memoria del figlio. Secondo la maggior parte delle versioni il corpo di Icaro non poté essere recuperato, con conseguente impossibilità per la sua anima di accedere nel regno di Ade: solo Ovidio dice che Dedalo, scorto il cadavere del figlio in balìa delle onde, volò giù a prenderlo, per poi dargli onorata sepoltura. In seguito Dedalo volò a Cuma in Campania, dove costruì un tempio dedicato ad Apollo.

## Sindrome di Icaro
In psicologia la sindrome di Icaro (mutuata dal mito) è riferita a personalità di tipo narcisistico, spesso in posizioni sociali elevate che sovrastimando i propri limiti falliscono gli obiettivi, in gergo colloquiale "si bruciano".